# La Gripperie-Saint-Symphorien
La Gripperie-Saint-Symphorien és un municipi francès situat al departament del Charente Marítim i a la regió de la Nova Aquitània. L'any 2007 tenia 450 habitants.

## Demografia

### Població
El 2007 la població de fet de La Gripperie-Saint-Symphorien era de 450 persones. Hi havia 176 famílies de les quals 36 eren unipersonals (20 homes vivint sols i 16 dones vivint soles), 72 parelles sense fills, 64 parelles amb fills i 4 famílies monoparentals amb fills.
La població ha evolucionat segons el següent gràfic:
Habitants censats

### Habitatges
El 2007 hi havia 214 habitatges, 175 eren l'habitatge principal de la família, 31 eren segones residències i 8 estaven desocupats. 210 eren cases i 2 eren apartaments. Dels 175 habitatges principals, 157 estaven ocupats pels seus propietaris, 15 estaven llogats i ocupats pels llogaters i 3 estaven cedits a títol gratuït; 2 tenien una cambra, 8 en tenien dues, 21 en tenien tres, 51 en tenien quatre i 93 en tenien cinc o més. 112 habitatges disposaven pel capbaix d'una plaça de pàrquing. A 86 habitatges hi havia un automòbil i a 80 n'hi havia dos o més.

### Piràmide de població
La piràmide de població per edats i sexe el 2009 era:
| Homes | Edats   | Dones |
| ----- | ------- | ----- |
| 0     | 95 o +  | 0     |
| 4     | 90 a 94 | 0     |
| 0     | 85 a 89 | 12    |
| 8     | 80 a 84 | 8     |
| 0     | 75 a 79 | 4     |
| 4     | 70 a 74 | 0     |
| 8     | 65 a 69 | 8     |
| 16    | 60 a 64 | 12    |
| 8     | 55 a 59 | 8     |
| 24    | 50 a 54 | 4     |
| 16    | 45 a 49 | 28    |
| 28    | 40 a 44 | 20    |
| 20    | 35 a 39 | 16    |
| 8     | 30 a 34 | 8     |
| 4     | 25 a 29 | 12    |
| 16    | 20 a 24 | 12    |
| 16    | 15 a 19 | 40    |
| 20    | 10 a 14 | 32    |
| 24    | 5 a 9   | 12    |
| 16    | 0 a 4   | 8     |

## Economia
El 2007 la població en edat de treballar era de 291 persones, 198 eren actives i 93 eren inactives. De les 198 persones actives 166 estaven ocupades (101 homes i 65 dones) i 31 estaven aturades (13 homes i 18 dones). De les 93 persones inactives 26 estaven jubilades, 24 estaven estudiant i 43 estaven classificades com a «altres inactius».

### Ingressos
El 2009 a La Gripperie-Saint-Symphorien hi havia 194 unitats fiscals que integraven 508 persones, la mediana anual d'ingressos fiscals per persona era de 14.929 €.

### Activitats econòmiques
Dels 9 establiments que hi havia el 2007, 2 eren d'empreses extractives, 5 d'empreses de construcció, 1 d'una empresa de comerç i reparació d'automòbils i 1 d'una empresa de serveis.
Dels 4 establiments de servei als particulars que hi havia el 2009, 1 era un paleta, 2 guixaires pintors i 1 fusteria.
L'any 2000 a La Gripperie-Saint-Symphorien hi havia 19 explotacions agrícoles que ocupaven un total de 903 hectàrees.

## Equipaments sanitaris i escolars
El 2009 hi havia una escola maternal integrada dins d'un grup escolar amb les comunes properes formant una escola dispersa.

## Poblacions més properes
El següent diagrama mostra les poblacions més properes.